# Соходол (Бихор)
Соходол (рум. Sohodol) насеље је у Румунији у округу Бихор у општини Кабешти. Oпштина се налази на надморској висини од 280 m.

## Становништво
Према подацима из 2002. године у насељу је живело 353 становника, од којих су сви румунске националности.